# Figueira dos Cavaleiros
Figueira dos Cavaleiros is een plaats (freguesia) in de Portugese gemeente Ferreira do Alentejo en telt 1513 inwoners (2001).